# Тодор Тагарев
Тодор Димитров Тагарев — болгарський військовий експерт, багаторічний співробітник системи оборони Болгарії, професор. Міністр оборони в уряді Марина Райкова з 13 березня по 29 травня 2013 року. 6 червня 2023 обраний парламентом на посаду міністра оборони в уряді Николая Денкова.

## Життєпис

### Ранні роки життя та освіта
Народився 18 квітня 1960 у місті Стамболійський, але своє коріння виводить із санданського села Пирин. Закінчив математичну гімназію ім. акад. Кирила Попова у Пловдиві. 1982 року здобув фах інженера з автоматики та телемеханіки у Вищому військово-повітряному училищі ім. Георгія Бенковського у Долній Митрополії. У 1986—1989 роках захистив дисертацію у Військово-повітряній інженерній академії ім. М. Є. Жуковського у Москві (СРСР), а в 1994 році — в Командно-штабному коледжі ВПС США.
З 1999 року — старший науковий співробітник ІІ ступеня (доцент) із застосування принципів і методів кібернетики, з 2014 року — професор з цієї ж спеціальності.

### Професійна і політична кар'єра
З 1982 по 1986 рік служив офіцером з авіаційного озброєння в 25-му винищувально-бомбардувальному полку болгарських ВПС в Чешнегірово.
З 1989 по 1992 рр. — викладач Вищого військово-повітряного училища ім. Георгія Бенковського. З 1994 по 1998 рік послідовно працював науковим співробітником в Інституті управління і системних досліджень та Інституті космічних досліджень БАН, де продовжував працювати старшим науковим співробітником з 2002 року по 2004 рік.
У 1999—2001 роках послідовно був директором Департаменту оборонного планування та Департаменту політики озброєнь Міністерства оборони.
З 2004 по 2008 рік працював завідувачем кафедри оборонного менеджменту Військової академії ім. Г. С. Раковського.
З 2005 по 2008 рік був членом Ради з досліджень і технологій НАТО та національним представником у її групі з системного аналізу та вивчення. Набув значного досвіду керівництва та участі в міжнародних і національних міждисциплінарних дослідженнях із питань безпеки та оборони. Його наукові та науково-прикладні публікації перекладено арабською, вірменською, індонезійською, грузинською, дарі, іспанською, португальською, румунською, російською, сербською, українською, угорською та французькою мовами.
З 2008 року працює в Інституті паралельної обробки інформації БАН (нині Інститут інформаційно-комунікаційних технологій) на посаді керівника секції інформаційних технологій у безпеці та Центру менеджменту безпеки й оборони.
З вересня 2009 по вересень 2010 року був радником міністра оборони з питань стратегічно-оборонного менеджменту.
З 13 березня по 29 травня 2013 року був міністром оборони в уряді Марина Райкова.
3 травня 2016 року професора Тодора Тагарева призначено директором Інституту оборони, але 31 березня 2017 року його звільнив тодішній міністр оборони бригадний генерал Стефан Янев. За даними МО Болгарії, це пов'язано з «підміною тактико-технічних завдань» проєктів закупівлі нового типу винищувача.
Щоб захистити своє чесне ім'я, в червні 2017 року професор Тагарев подав на Міноборони в суд. У рішенні у справі 7714/2017 Софійський міський суд зазначив, що оголошення про припинення трудового договору з професором Тагаревим було протиправним. Суд визнав, що поширення інформації, яка ганьбить професора Тагарева за вчинені дисциплінарні порушення, є протиправним і дає підстави для притягнення міністерства до відповідальності за завдані немайнові збитки, які виникли внаслідок поширення образливої інформації.
28 лютого 2022 року прем'єр-міністр Болгарії Кирил Петков оголосив, що Тагарев стане новим міністром оборони замість Стефана Янева. Вранці 1 березня пропозицію зробити це було відкликано без пояснення причин.
6 червня 2023 року Народні збори Болгарії 49-го скликання затвердили його міністром оборони в поточному уряді Николая Денкова.
Під час його слухання в парламенті 29 червня 2023 року з'ясувалося, що він з 2005 по 2011 рік працював радником Міністерства оборони України, регулярно відвідуючи Київ.
Член Союзу офіцерів запасу «Атлантик».
Володіє англійською і російською.